# Бернадський Михайло Адамович
Бернадський Михайло Адамович (10 січня 1977, Мінськ) — білоруський професійний боксер напівлегкої ваги, призер чемпіонату Європи серед аматорів.

## Аматорська кар'єра
На чемпіонаті світу 2003 року Михайло Бернадський програв у першому бою Бекзоду Хидірову (Узбекистан).
На кваліфікаційному чемпіонаті Європи 2004 здобув дві перемоги, програв у півфіналі Віталію Тайберту (Німеччина) — 24-45, зайняв третє місце і отримав путівку на Олімпійські ігри 2004.
На Олімпійських іграх 2004 в першому бою переміг Лікара Рамоса Конча (Колумбія) — 32-18, а у другому програв Віорелу Сіміону (Румунія) — 13-38.
На чемпіонаті Європи 2006 програв у другому бою.
На чемпіонаті світу 2007 здобув дві перемоги, а у 1/8 фіналу програв Василю Ломаченко (Україна) — 6-21.
На чемпіонаті світу 2009 програв у першому бою.

## Професіональна кар'єра
2010 року дебютував на професійному рингу. Провів шість поєдинків, в яких здобув п'ять перемог і одну нічию.